# Kościół Przemienienia Pańskiego w Dąbrówkach Breńskich
Kościół Przemienienia Pańskiego w Dąbrówkach Breńskich – rzymskokatolicki kościół parafialny znajdujący się w Dąbrówkach Breńskich w powiecie dąbrowskim województwa małopolskiego.

## Historia kościoła
Plac pod budowę kościoła poświęcił 30 kwietnia 1994 roku proboszcz w Oleśnie ks. Władysław Januś. Po wybudowaniu fundamentów kamień węgielny wmurował i poświęcił biskup Jan Styrna w dniu 31 lipca 1994 roku. Biskup Stryrna również konsekrował nowo wybudowany kościół 3 lipca 1997 roku.